# Jean Sarrus
Jean Sarrus [žán sary] (11. května 1945 Puteaux – 19. února 2025 Blesle) byl francouzský hudebník, skladatel, komik a herec, známý jako zakládající a celoživotní člen skupiny Les Charlots.

## Život a kariéra
Začínal jako basista v doprovodné kapele Ronnieho Birda, pak se přidal do kapely Les Problèmes, z níž koncem 60. let vznikla populární comedy-rocková skupina Les Charlots. Ti pak v 70. letech začali natáčet potrhlé komedie, kde každý člen vystupoval zpravidla pod svým vlastním jménem, Sarrus byl tedy „Jean“. Filmy byly zpočátku velmi úspěšné a učinily ze členů skupiny hvězdy známé i v zahraničí.
Zatímco původním frontmanem Les Charlots byl Gérard Rinaldi, po jeho odchodu v 80. letech převzal vedoucí úlohu právě Sarrus, jenž se snažil vzkřísit jejich zašlou slávu a navázat na někdejší úspěchy. Jako nového zpěváka angažoval svého kamaráda Richarda Bonnota, ale ani poslední skupinový filmový počin Návrat Charlots (1992), který Jean Sarrus dokonce sám napsal i režíroval, nedopadl dobře, a roku 1997 se kapela po několika letech praktické nečinnosti oficiálně rozešla. Sarrus se v té době živil například jako moderátor pořadu o country hudbě.
Roku 2007 se Sarrus po dvaceti letech usmířil s Rinaldim, na kterého se hluboce urazil pro jeho odchod ze skupiny, a začali spolu znovu vystupovat. Roku 2009 se pak poprvé od roku 1971 sešla celá pětice z vrcholného období Charlots ve vzpomínkovém televizním pořadu. Obnovenou spolupráci s Rinaldim pak uťalo jeho vážné onemocnění (roku 2012 zemřel). Sarrus dal následně dohromady ještě jednu sestavu, s Bonnotem a Jean-Guyem Fechnerem (bubeníkem Charlots do roku 1976), s nimiž od roku 2014 sporadicky vystupoval na různých festivalech. Roku 2017 se také zapojil do hudebního tria Les Vieilles Fripouilles.
Roku 2022 utrpěl mrtvici a roku 2023 uspořádal poslední rozlučkový koncert Les Charlots, kde se hrály staré hity i nové písně z posledního alba. Roku 2024 se Sarrus s Fechnerem, jako poslední žijící protagonisté, zúčastnili slavnostního promítání jejich tematické komedie Blázni ze stadionu (1972) u příležitosti francouzské olympiády.
Roku 2025 Jean Sarrus v nedožitých 80 letech podlehl rakovině.

## Filmografie
- La Grande Java (1970)
- Blázniví bažanti (1971)
- Blázni ze stadionu (1972)
- Bažanti jedou do Španělska (1972)
- Velký bazar (1973)
- Nevím nic, ale řeknu všechno (1973)
- Čtyři sluhové a čtyři mušketýři (1974) – Bazin de la Bassinoire, Aramisův sluha
- Čtyři sluhové a kardinál (1974) – dtto
- Bažanti jdou do boje (1974)
- Co je moc, to je moc (1975)
- Polibky z Hongkongu (1975)
- Bažanti a cizinecká legie (1978)
- Les Charlots en délire (1979) – Jean Barbier
- Bažanti kontra Dracula (1980)
- Návrat bažantů (1983)
- Nebezpečné známosti (1984)
- Návrat Charlots (1992)